# Fressac
Fressac är en kommun i departementet Gard i regionen Occitanien i södra Frankrike. Kommunen ligger i kantonen Sauve som tillhör arrondissementet Le Vigan. År 2022 hade Fressac 161 invånare.

## Befolkningsutveckling
Antalet invånare i kommunen Fressac
Referens:INSEE